# Rapa de frare

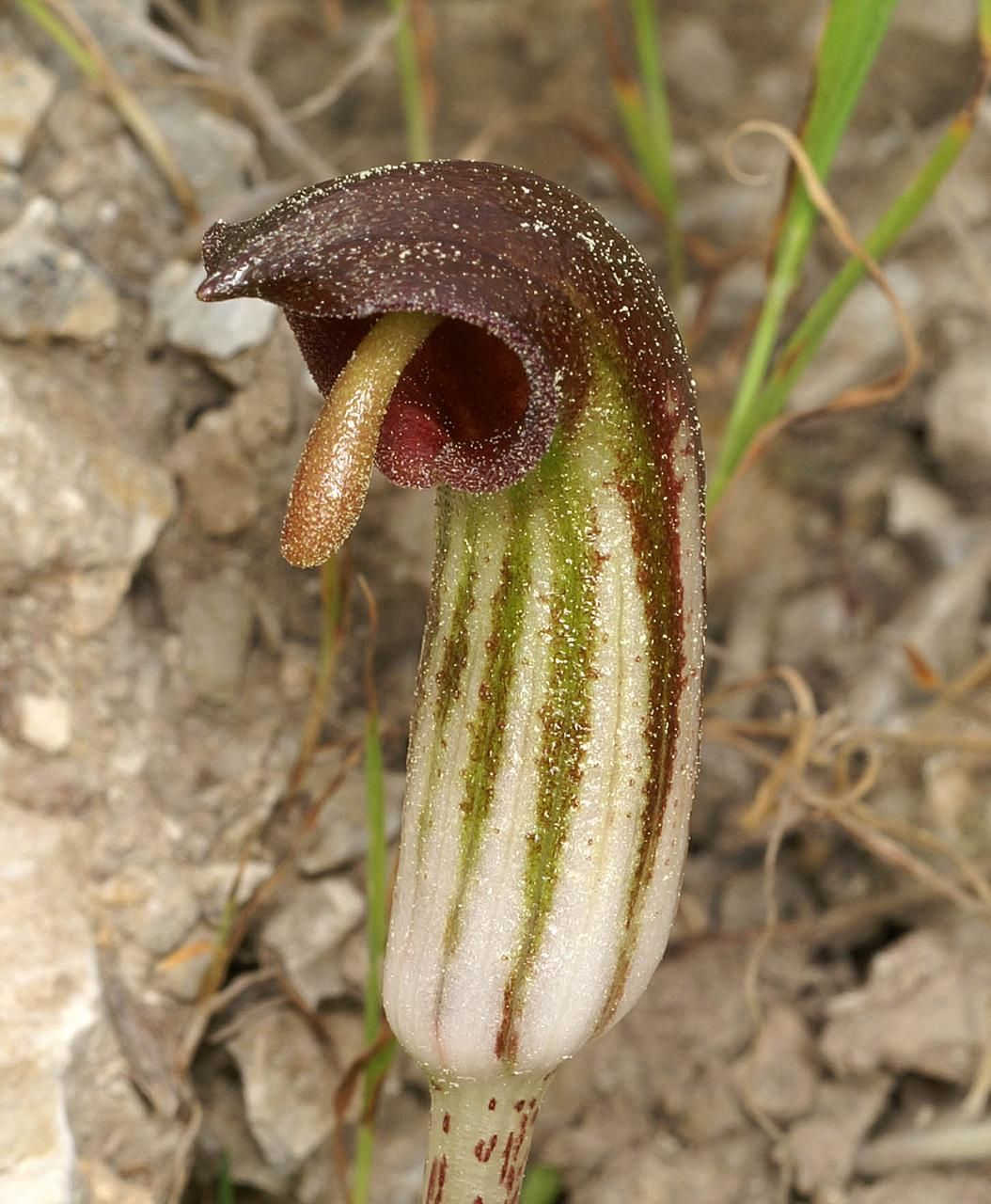
Detall de l'espata

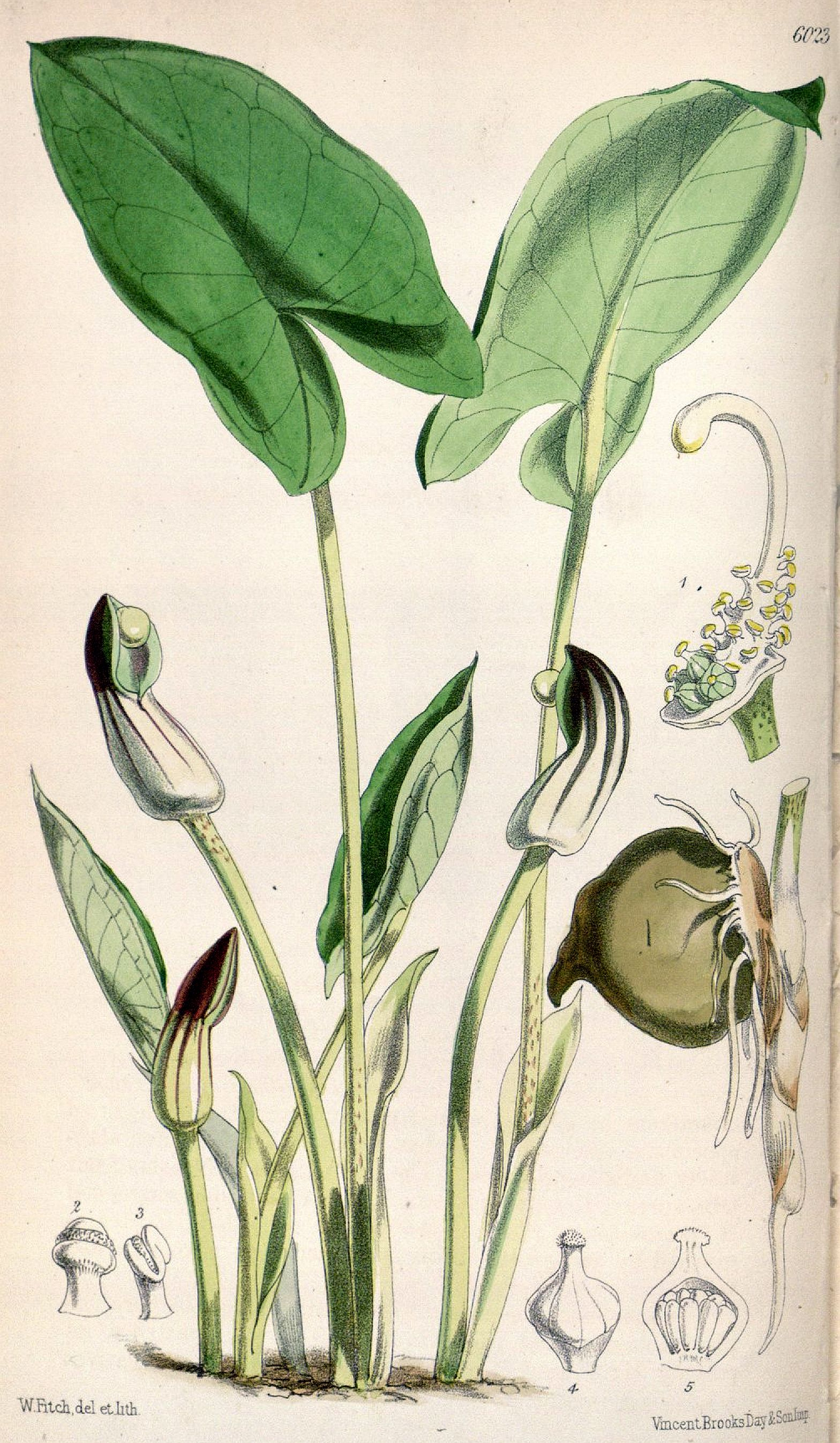
Il·lustració de 1873

La rapa de frare, cugot, frare, fraret o llengua de frare (Arisarum vulgare), és una espècie de planta angiosperma del gènere Arisarum dins la família de les aràcies.
Addicionalment pot rebre els noms d'apagallums, àrum, candeleta, caputxó de frare, cresol, cresola, cresolera, cresolet, cresolet de frare (flor), cresolets, cresols, cugoti, dragoneta, dragontina menor, escandalosa, frare bec, frare cugot, frare cugoti, frare llec, gresolera, gresolet, llums, rapa, rapa (fulla), rapa pudent, rapallengua, sarriassa menor, sarriasses i telèfon. També s'han recollit les variants lingüístiques arum, cresolet de flare (flor), cugotí, farolets, frare cugotí, llengo de frare i rapa pudenta.

## Descripció
La La rapa de frare assoleix, de mitjana, 10-30 centímetres d'alçada. Les fulles d'aquest geòfit només són basals, amples, de forma ovada a forma de fletxa, amb un pecíol de 12 a 15 centímetres de llarg. Les tiges són erectes i no ramificades, generalment pigades i creixen directament des del rizoma subterrani. Una sola bràctea d'origen foliar (espata) forma un tub ratllat de color marró violeta o verd d'oliva d'uns dotze centímetres de llargada, amb un casc superior obert o amb forma de caputxa corbada cap endavant. Inclou una inflorescència en espiga de tipus espàdix de color verdós carnós inclinada cap a fora, que sobresurt del tub i porta a la fracció inferior flors violeta-porpra. Les 20 flors masculines se situen per sobre de les quatre a sis femenines, estant les flors estèrils completament desaparegudes.
El període de floració s'estén d'octubre a maig. Els òrgans sexuals masculins i femenins creixen a la mateixa planta individual. La pol·linització es fa exclusivament per insectes (entomofília). Els fruits són baies verdoses de vora 1 centímetre de longitud.

## Distribució
Aquesta planta és nativa de la regió mediterrània, sud d'Europa, Llevant asiàtic i nord d'Àfrica. El límit est es troba al Caucas del Sud.

## Taxonomia
Arisarum vulgare fou descrita per Ottaviano Targioni Tozzetti i publicat a l'Annali del Museo Imperiale di Fisica e Storia Naturale di Firenze 2(2): 67. 1810.

### Subespècies
Es reconeixen dues subespècies d'Arisarum vulgare:
- Arisarum vulgare subsp. hastatum (Pomel) Dobignard
- Arisarum vulgare subsp. vulgare : nom comú cugoti i nom comú alternatiu frare cugot.[2]

Al Corpus de fitonímia catalana (TERMCAT) hi apareix també l'antiga subespècie Arisarum vulgare subsp. simorrhinum (Durieu) Maire et Weiller, però avui dia aquest tàxom és considerat com una espècie amb el nom d'Arisarum simorrhinum.

### Sinònims
Els següents noms científics són sinònims d'Arisarum vulgare:
- Arisarum arisarum (L.) Huth
- Arisarum incurvatum Holmboe
- Arisarum serpentrium Raf.
- Arum arisarum L.
- Arum calyptrale Salisb.
- Arum incurvatum Lam.
- Balmisa vulgaris (O.Targ.Tozz.) Lag.